# Naissance en 1227
Naissance
- 1223
- 1224
- 1225
- 1226
- 1227
- 1228
- 1229
- 1230
- 1231

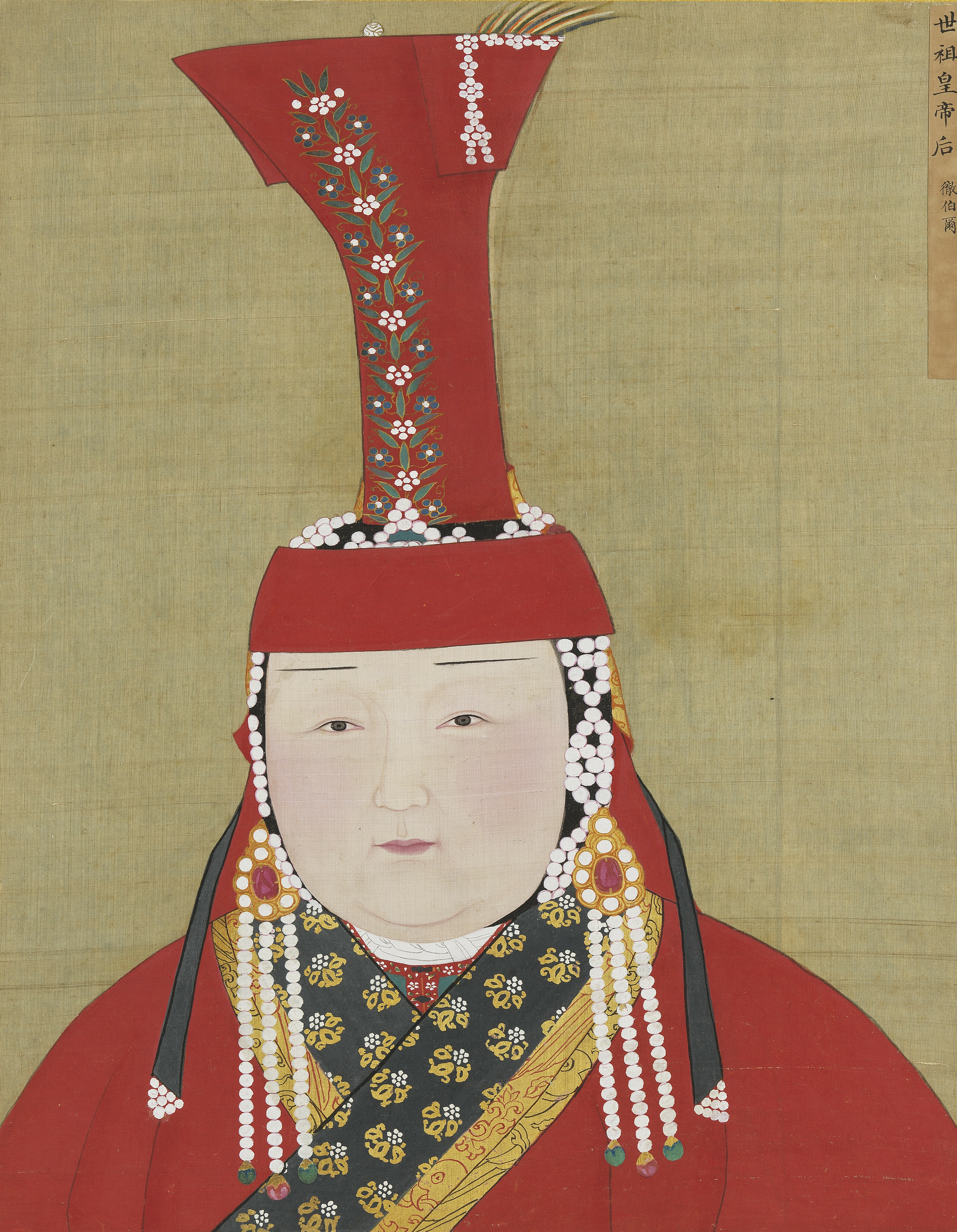
Chabi née en 1227.

Cette page dresse une liste de personnalités nées au cours de l'année 1227 :
- 1er janvier : 
  - Chabi, mongole issue de la tribu Khongirad, principale khatan du Khagan Kubilai Khan.
  - Mujū, moine bouddhiste du Japon de l'époque de Kamakura, auteur du Shasekishū.
- mars : Charles Ier d'Anjou, ou Charles Ier de Sicile, fils posthume de Louis VIII et de Blanche de Castille, futur comte de Provence puis roi de Naples et de Sicile.
- 29 juin : Hōjō Tokiyori, cinquième shikken (régent) du shogunat de Kamakura.
- 30 septembre : Nicolas IV, pape.

- Arnould d'Enghien, seigneur de Blaton-Prayaux.
- Élisabeth de Bavière, reine de Germanie, de Jérusalem et de Sicile.
- Hōjō Nagatoki, sixième shikken du bakufu de Kamakura, il dirige le Japon de 1256 à 1264.
- Pierre Pascal, théologien, évêque de Jaén.
- Vladislav III de Moravie, margrave de Moravie et duc titulaire d'Autriche.
- Hu Zhiyu, un poète chinois

## Crédit d'auteurs
- Cet article est partiellement ou en totalité issu de l'article intitulé « 1227 » (voir la liste des auteurs).